# Granada (Region)

Región Granada in Spanien.

Regionale Gliederung im 19. Jahrhundert: Granada bildete die Region Andalucia Alta

Die Region Granada [gɾäˈnäðä], Hochandalusien, Oberandalusien oder Ostandalusien (spanisch: Región Granada, Andalucía Oriental oder Alta Andalucía und arab. غرناطة) ist eine historische Region im Südosten Spaniens am Mittelmeer, die aus vier Provinzen bestand: Almería, Granada, Jaén und Málaga (teilweise wurde die autonome Stadt Melilla dazugezählt). Diese Region umspannte die Königreiche von Granada und Jaén innerhalb des Königreichs Spaniens und Hauptstadt war die Stadt Granada.

## Geographie und Klima
Das Land wird von der Betischen Kordillere durchzogen.
Granada liegt in den Subtropen. Das Klima in Granada ist pro Jahr durchschnittlich 22 °C am Tag und in der Nacht 9,4 °C.

## Kultur und Sehenswürdigkeiten

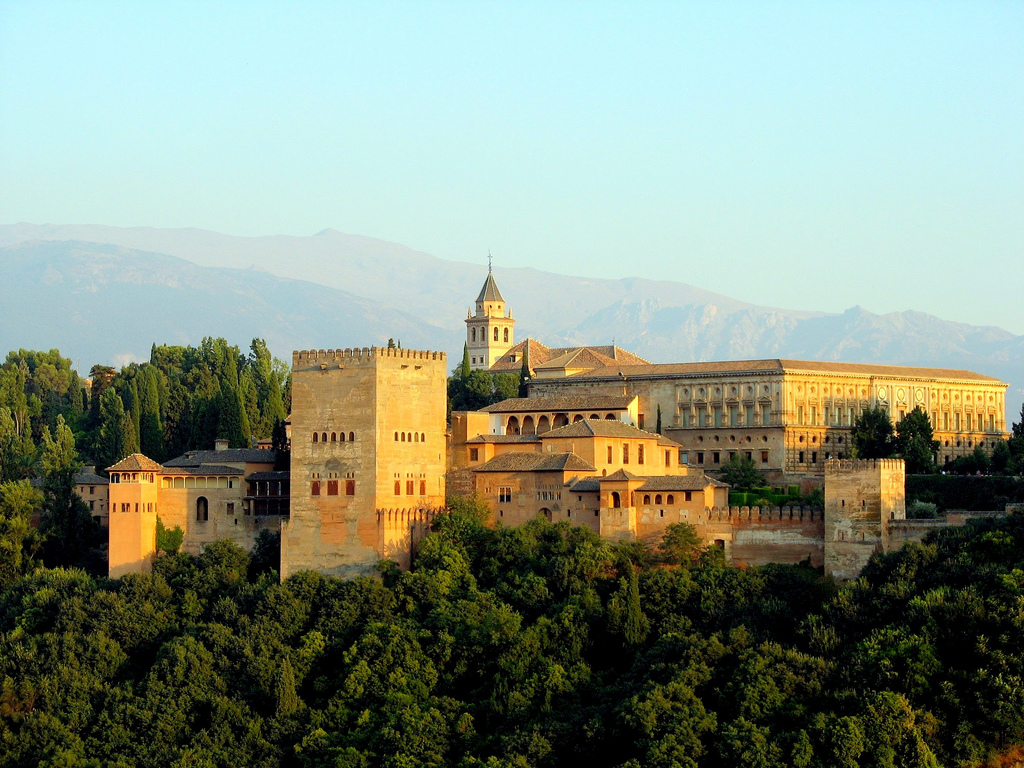
Ansicht der Alhambra

Berühmt ist Granada wegen der vielen bedeutenden historischen Bauten sowohl aus maurischer Zeit, als auch aus Gotik und Renaissance. Auch für ihre zahlreichen Gitarrenbauer ist die Stadt weltbekannt.
Die bedeutendsten Bauten aus der maurischen Zeit gehören zur Festung Alhambra (von al-Ḥamra’-u: „Die Rote“). Sie ist eine Ansammlung von Palästen und die größte profane Anlage dieser Art in Spanien. Sie wurde auf älteren Anlagen im 13. und 14. Jahrhundert als Residenz der maurischen Könige der Naṣriden-Dynastie errichtet. Berühmt ist die Alhambra für ihre Stuckdecken und den Löwenbrunnen. König Karl V. ließ einen Palast in diesem Areal erbauen, durch den weite Bereiche des ursprünglichen Palastes zerstört wurden. Da es sich bei diesem um eines der bedeutendsten Gebäude der Renaissance in Spanien handelt, werden hier keine Ausgrabungen durchgeführt. In der Alhambra befindet sich im Gebäude eines dem Franz von Assisi geweihten Klosters aus dem 16. Jahrhundert ein Hotel. Oberhalb der Alhambra liegt der Generalife (von Ğannat al-'arīf = Garten bzw. Paradies des Architekten), die Sommerresidenz des Emirs. Im Palacio de Carlos V. befindet sich heute das Museo de Bellas Artes de Granada (die 1839 institutionalisierte Sammlung ist eine der ältesten, noch bestehenden Gemäldegalerien Spaniens) und das Museo de la Alhambra.